# Saint-Léger-aux-Bois (Seine-Maritime)
Pour les articles homonymes, voir Saint-Léger-aux-Bois et Saint-Léger.
Saint-Léger-aux-Bois est une commune française située dans le département de la Seine-Maritime en région Normandie.

## Géographie

### Description
Saint-Léger-aux-Bois est un village rural  normand situé à 11 km à vol d'oiseau au sud de Blangy-sur-Bresle, 12 km au nord-ouest d'Aumale, 17 km au nord-est de Neufchâtel-en-Bray et 57 km de Rouen, et 29 km au sud-est du Tréport et du littoral de la Manche.
La commune se trouve dans la zone d'emploi de la Vallée de la Bresle-Vimeu  et dans le bassin de vie de Blangy-sur-Bresle.

### Localisation
Les communes limitrophes sont  Foucarmont, Landes-Vieilles-et-Neuves, Richemont, Réalcamp, Rétonval, Saint-Martin-au-Bosc et Villers-sous-Foucarmont.
| Foucarmont              | Réalcamp                  |                      |
| Villers-sous-Foucarmont | Saint-Léger-aux-Bois      | Saint-Martin-au-Bosc |
| Rétonval                | Landes-Vieilles-et-Neuves | Richemont            |

### Géologie et relief
La superficie de la commune est de 11,02 km2 ; son altitude varie de 153  à   221 mètres.
Elle se trouve sur un plateau surplombant la vallée de la Bresle.

### Hydrographie
La commune est située dans le bassin Seine-Normandie. Elle n'est drainée par aucun cours d'eau,.

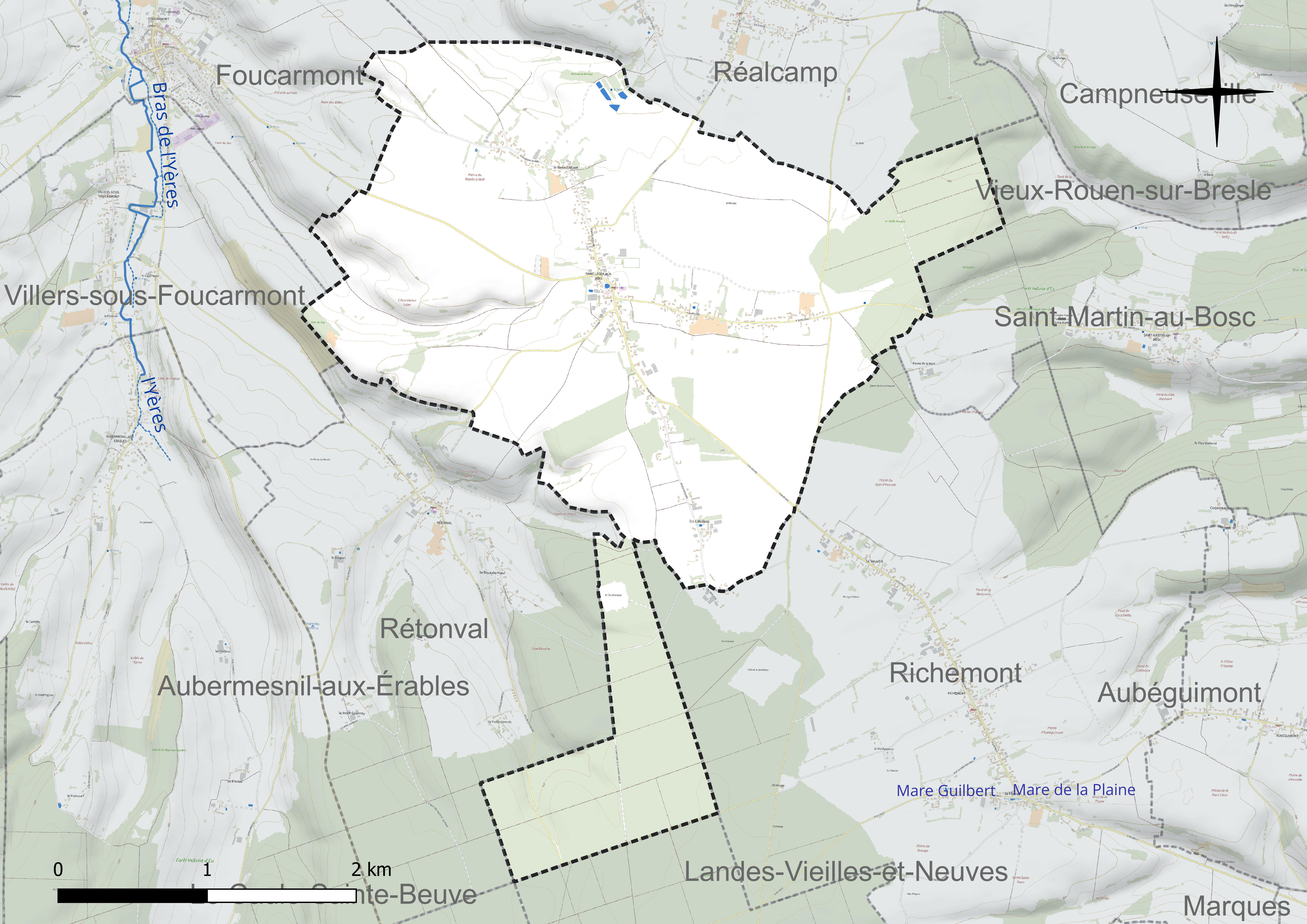
Réseau hydrographique de Saint-Léger-aux-Bois.

### Climat
Pour des articles plus généraux, voir Climat de la Normandie et Climat de la Seine-Maritime.
En 2010, le climat de la commune est de type climat océanique altéré, selon une étude du CNRS s'appuyant sur une série de données couvrant la période 1971-2000. En 2020, Météo-France publie une typologie des climats de la France métropolitaine dans laquelle la commune est exposée à un climat océanique et est dans la région climatique Côtes de la Manche orientale, caractérisée par un faible ensoleillement (1 550 h/an) ; forte humidité de l’air (plus de 20 h/jour avec humidité relative > 80 % en hiver), vents forts fréquents. Parallèlement le GIEC normand, un groupe régional d’experts sur le climat, différencie quant à lui, dans une étude de 2020, trois grands types de climats pour la région Normandie, nuancés à une échelle plus fine par les facteurs géographiques locaux. La commune est, selon ce zonage, exposée à un « climat contrasté des collines », correspondant au Pays de Bray, bien arrosé et frais.
Pour la période 1971-2000, la température annuelle moyenne est de 9,9 °C, avec une amplitude thermique annuelle de 14,2 °C. Le cumul annuel moyen de précipitations est de 902 mm, avec 13,8 jours de précipitations en janvier et 9 jours en juillet. Pour la période 1991-2020, la température moyenne annuelle observée sur la station météorologique la plus proche, située sur la commune de Bouelles à 16 km à vol d'oiseau, est de 10,7 °C et le cumul annuel moyen de précipitations est de 838,4 mm,. Pour l'avenir, les paramètres climatiques de la commune estimés pour 2050 selon différents scénarios d’émission de gaz à effet de serre sont consultables sur un site dédié publié par Météo-France en novembre 2022.

## Urbanisme

### Typologie
Au 1er janvier 2024, Saint-Léger-aux-Bois est catégorisée commune rurale à habitat dispersé, selon la nouvelle grille communale de densité à sept niveaux définie par l'Insee en 2022.
Elle est située hors unité urbaine et hors attraction des villes,.

### Occupation des sols

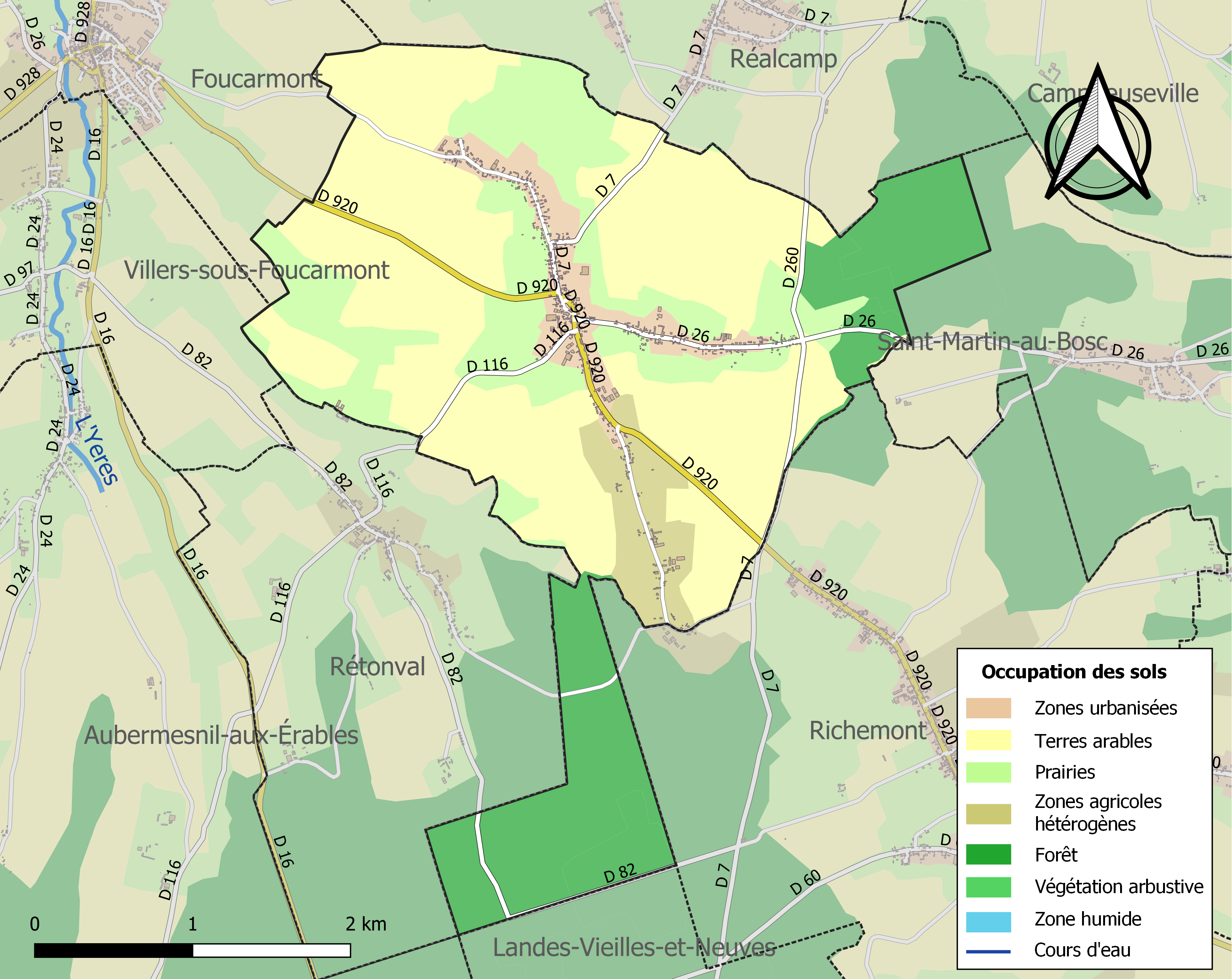
Carte des infrastructures et de l'occupation des sols de la commune en 2018 (CLC).

L'occupation des sols de la commune, telle qu'elle ressort de la base de données européenne d’occupation biophysique des sols Corine Land Cover (CLC), est marquée par l'importance des territoires agricoles (73 % en 2018), une proportion identique à celle de 1990 (73 %).
La répartition détaillée en 2018 est la suivante : terres arables (48,4 %), forêts (20,9 %), prairies (19,4 %), zones urbanisées (6,1 %), zones agricoles hétérogènes (5,2 %).
L'évolution de l’occupation des sols de la commune et de ses infrastructures peut être observée sur les différentes représentations cartographiques du territoire : la carte de Cassini (XVIIIe siècle), la carte d'état-major (1820-1866) et les cartes ou photos aériennes de l'IGN pour la période actuelle (1950 à aujourd'hui).

### Habitat et logement
En 2021, le nombre total de logements dans la commune était de 240, alors qu'il était de 237 en 2016 et de 229 en 2011.
Parmi ces logements, 88,6 % étaient des résidences principales, 8 % des résidences secondaires et 3,4 % des logements vacants. Ces logements étaient pour 99,6 % d'entre eux des maisons individuelles et pour 0,4 % des appartements.
Le tableau ci-dessous présente la typologie des logements à Saint-Léger-aux-Bois en 2021 en comparaison avec celle de la Seine-Maritime et de la France entière. Une caractéristique marquante du parc de logements est ainsi une proportion de résidences secondaires et logements occasionnels (8 %) supérieure à celle du département (4,1 %) mais inférieure à celle de la France entière (9,7 %).
| Typologie                                               | Saint-Léger-aux-Bois | Seine-Maritime | France entière |
| ------------------------------------------------------- | -------------------- | -------------- | -------------- |
| Résidences principales (en %)                           | 88,6                 | 88             | 82,2           |
| Résidences secondaires et logements occasionnels (en %) | 8                    | 4,1            | 9,7            |
| Logements vacants (en %)                                | 3,4                  | 7,9            | 8,1            |

## Toponymie
Le nom de la localité est attesté sous les formes de Sancto Leodegario au XIIe siècle en 1151, de Sancto Leodegario en 1165, Ecclesie sancti Leodegarii fin du XIIe siècle et vers 1240, Parrochia Saint Ligier ou bos en 1312, Saint Léger en 1715 et 1738, Saint Léger au Bosc en 1740, Saint Léger au Bois en 1757.
Saint-Léger est un hagiotoponyme et un patronyme inspirés de Saint Léger d'Autun, VIIe siècle.
Le déterminant locatif aux-Bois est dû à la partie du territoire communal située dans la Forêt d'Eu.

## Histoire

### Moyen Âge
Selon l'Abbé Cochet, « deux ou trois cercueils de pierre, qui pourraient bien remonter à l'époque franque, ont été découverts en 1864 ».
Une verrerie est fondée vers 1455 pour fabriquer du verre en plat. Elle est fermée en 1493 par Guillaume de Caqueray qui la transfère à Rétonval. Il n'en subsiste pas de vestiges.

### Époque contemporaine
Un relais de télégraphe Chappe est installé vers 1820 sur le clocher de l'église, l'un des plus hauts du secteur, et fonctionne une dizaine d'années, établissant la liaison entre Martincamp (hauteurs de Bully) et le Mont de l'Aigle (hauteurs de Grandcourt).

Le village au début du XXe siècle
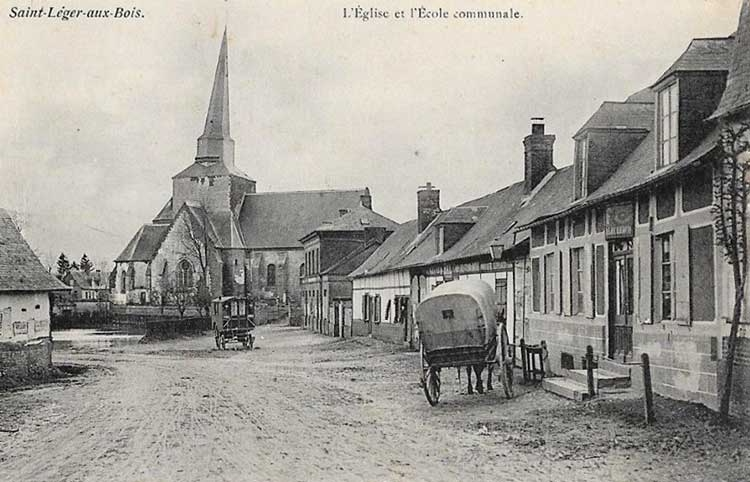
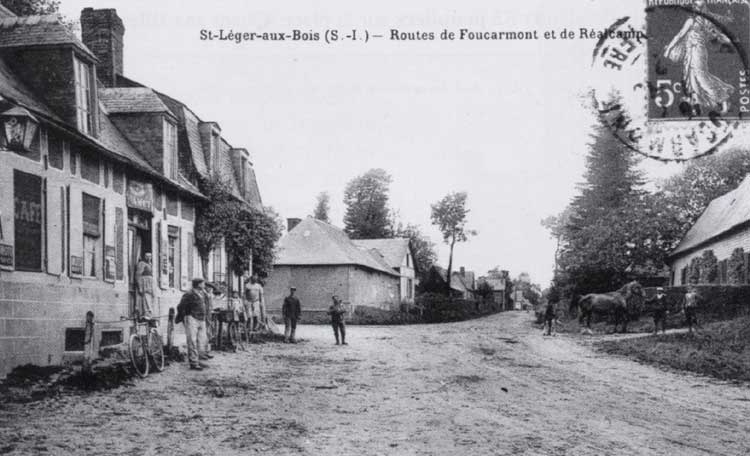

#### Seconde Guerre mondiale
Lors de la Seconde Guerre mondiale, un poste de guet allemand est installé dans le clocher de l'église en 1943-1944.
Le village a notamment subi un bombardement le 5 janvier 1944 dans le cadre de l'opération Crossbow,.

## Politique et administration

### Rattachements administratifs et électoraux

#### Rattachements administratifs
La commune se trouve depuis 1926 dans l'arrondissement de Dieppe  du département de la Seine-Maritime.
Elle faisait partie depuis 1802 du canton de Blangy-sur-Bresle. Dans le cadre du redécoupage cantonal de 2014 en France, cette circonscription administrative territoriale a disparu, et le canton n'est plus qu'une circonscription électorale.

#### Rattachements électoraux
Pour les élections départementales, la commune fait partie depuis 2014 du canton d'Eu.
Pour l'élection des députés, elle fait partie depuis 2012 de la sixième circonscription de la Seine-Maritime.

### Intercommunalité
La commune était membre de la communauté de communes de Blangy-sur-Bresle, créée fin 2001 et qui succédait au  SIVOM de Blangy-sur-Bresle, créé au 1er janvier 1979 afin de gérer le ramassage et le traitement des odures ménagères ainsi que le ramassage scolaire.
Dans le cadre de l'approfondissement de la coopération intercommunale prévu par la loi portant nouvelle organisation territoriale de la République (Loi NOTRe) du 7 août 2015, cette intercimmunalité fusionne avec sa voisine pour former, le 1er janvier 2017, la communauté de communes interrégionale Aumale - Blangy-sur-Bresle dont est désormais membre la commune.

### Liste des maires
| Période                                  | Période                        | Identité           | Étiquette | Qualité |
| ---------------------------------------- | ------------------------------ | ------------------ | --------- | --- |
| Les données manquantes sont à compléter. |                                |                    |           | |
|                                          |                                |                    |           | |
| 1995                                     | septembre 2024,                | Rémy Ternisien     | DVD       | Agriculteur retraité Vice-président de la CC de Blangy-sur-Bresle (2014 → 2016) Vice-président de la CC interrégionale Aumale - Blangy-sur-Bresle (2017 →2024 ) Président du regroupement scolaire ( ? → 2024) Vice-président du SDE 76 ( ? → 2024) Vice-président du Syndicat du bassin versant de l’Yères ( ? → 2024) Mort en fonction |
| décembre 2024,                           | En cours (au 26 décembre 2024) | Philippe Verhaeghe |           | |

## Équipements et services publics

### Enseignement
Les enfants de la commune sont scolarisés dans le cadre d'un regroupement pédagogique intercommunal (RPI) avec ceux d'Aubermesnil-aux-Erables et Rétonval. En 2025, ce SIVOS fusionne avec celui de  Campneuseville et Réalcamp.
La commune dispose d'une école maternelle dotée d'un accueil périscolaire et d'une salle des fêtes qui accueille la cantine scolaire.

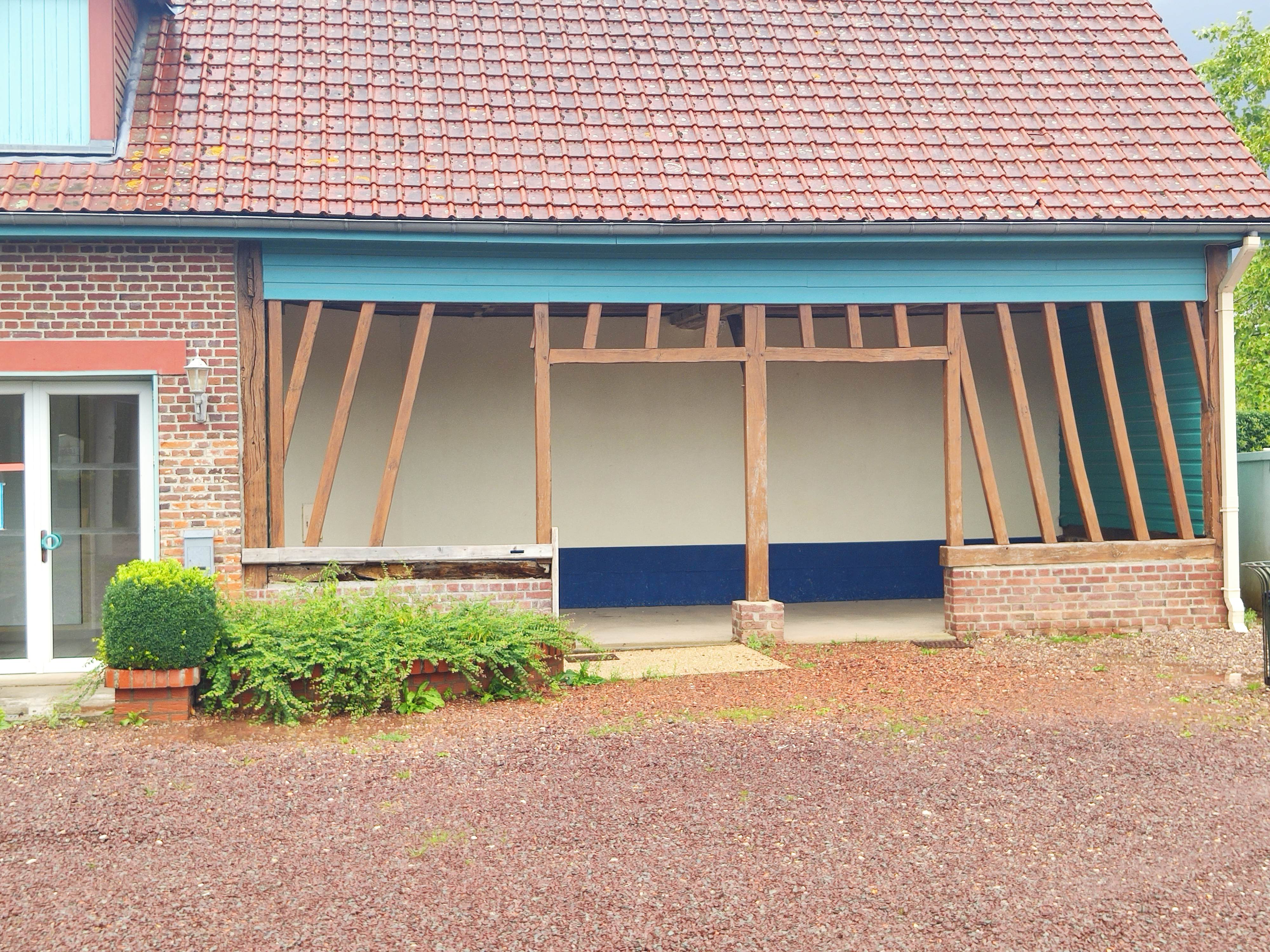
Préau extérieur de l'école.
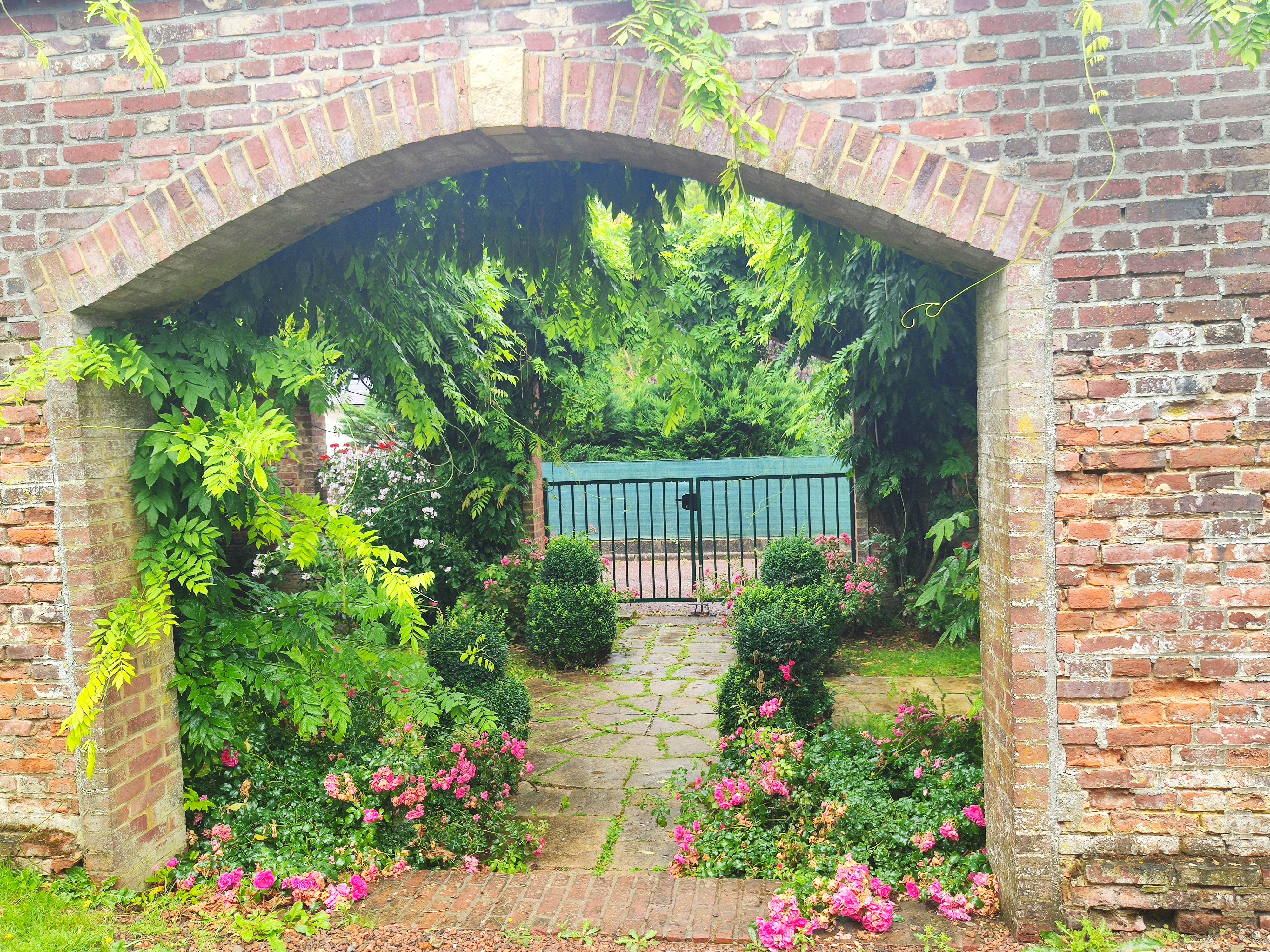
Jardin fleuri de l'école.
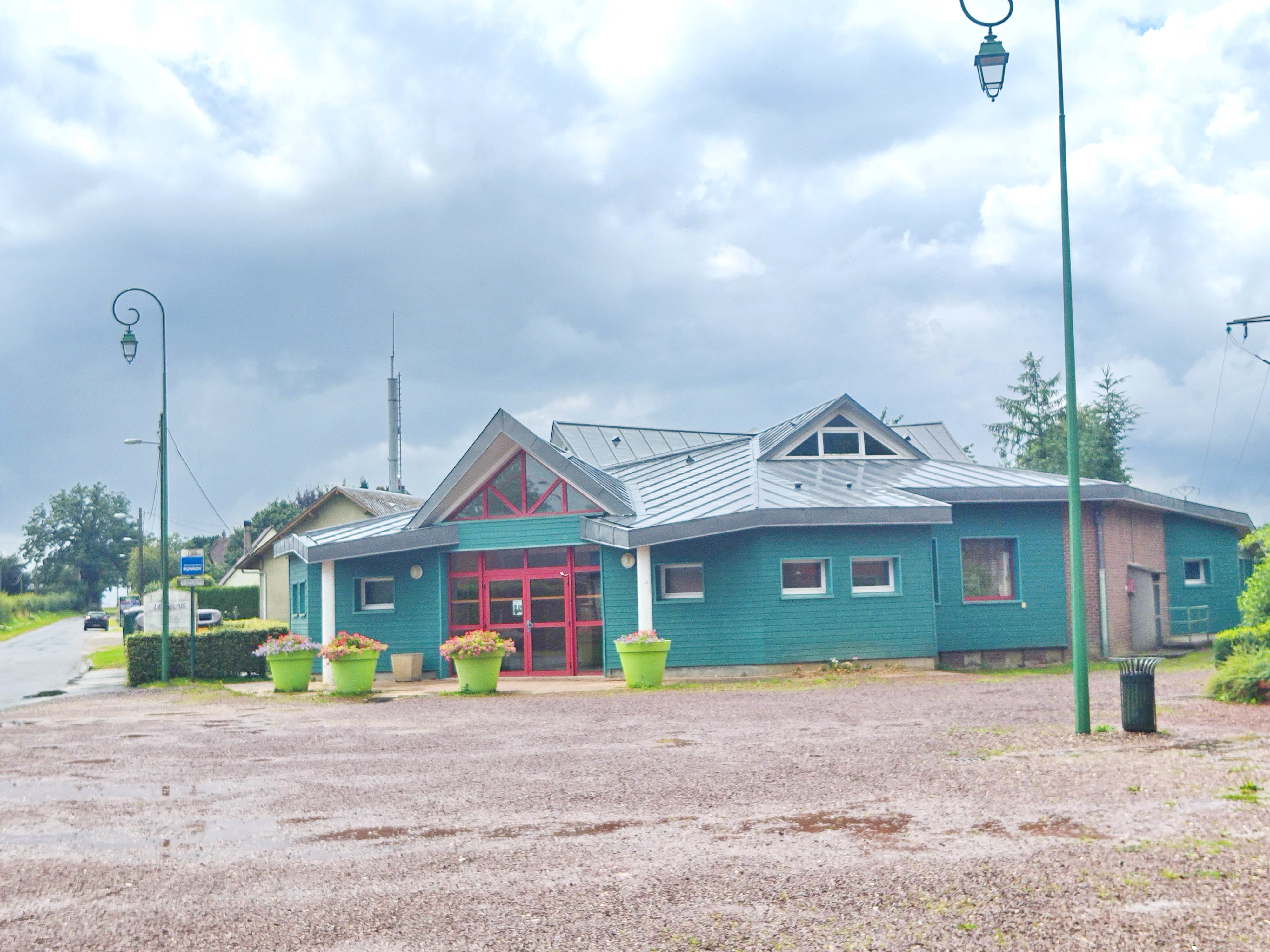
Salle des  fêtes.

## Population et société

### Démographie
L'évolution du nombre d'habitants est connue à travers les recensements de la population effectués dans la commune depuis 1793. Pour les communes de moins de 10 000 habitants, une enquête de recensement portant sur toute la population est réalisée tous les cinq ans, les populations de référence des années intermédiaires étant quant à elles estimées par interpolation ou extrapolation. Pour la commune, le premier recensement exhaustif entrant dans le cadre du nouveau dispositif a été réalisé en 2005.

En 2022, la commune comptait 479 habitants, en évolution de −4,39 % par rapport à 2016 (Seine-Maritime : +0,35 %, France hors Mayotte : +2,11 %).
| 1793 | 1800 | 1806 | 1821 | 1831 | 1836 | 1841 | 1846 | 1851 |
| ---- | ---- | ---- | ---- | ---- | ---- | ---- | ---- | ---- |
| 910  | 790  | 938  | 737  | 766  | 770  | 780  | 734  | 736  |

| 1856 | 1861 | 1866 | 1872 | 1876 | 1881 | 1886 | 1891 | 1896 |
| ---- | ---- | ---- | ---- | ---- | ---- | ---- | ---- | ---- |
| 704  | 665  | 737  | 705  | 697  | 654  | 637  | 574  | 590  |

| 1901 | 1906 | 1911 | 1921 | 1926 | 1931 | 1936 | 1946 | 1954 |
| ---- | ---- | ---- | ---- | ---- | ---- | ---- | ---- | ---- |
| 550  | 521  | 503  | 474  | 502  | 500  | 442  | 402  | 415  |

| 1962 | 1968 | 1975 | 1982 | 1990 | 1999 | 2005 | 2006 | 2010 |
| ---- | ---- | ---- | ---- | ---- | ---- | ---- | ---- | ---- |
| 494  | 502  | 528  | 512  | 509  | 455  | 476  | 479  | 506  |

| 2015 | 2020 | 2022 | - | - | - | - | - | - |
| ---- | ---- | ---- | - | - | - | - | - | - |
| 504  | 485  | 479  | - | - | - | - | - | - |

### Manifestations culturelles et festivités
- Fête patronale, début octobre[31]

## Culture locale et patrimoine

### Lieux et monuments
- Église Saint-Léger, construite en 1751, remaniée en 1819, 1868 et 1899[32], dont la flèche est inclinée[20]. 
L'abbé Cochet indiquait en 1871[18] : « L'église, sous le vocable de Saint-Martin, est généralement récente par son appareil, qui dénote surtout le XVIIe et le XVIIIe siècle. Il n'y a d'un peu ancien que la corniche intérieure de la nef, qui est de bois sculpté au XVIe siècle. On y voit, comme partout dans ce pays, une vigne sculptée chargée de fruits et d'oiseaux et entrecoupée de têtes ou bossets saillants ».
Le 8 mai 1945, la cloche « Marie » de l'église, datant de 1834, sonnant à grande volées la fin de la Seconde Guerre mondiale, s'écroule. Elle est refondue en 1952 et est l'une des trois cloches actuelles[20].

- Tour du duc de Mailly, construite en briques au XVIe siècle par Adrien de Mailly, vestige du château démoli pendant la Révolution française. Elle contient un remarquable escalier hélicoïdal en voute sarazine qui relie les 4 niveaux de l'édifice. L'ensemble est couronné d'une toiture en poivrière supportée par une charpente en chêne édifiée sur un poinçon central. Malgré son allure défensive, c'est avant tout une tour de prestige. Elle est labellisée « Patrimoine rural d’intérêt départemental[33].

- Ancienne mairie-école de 1859[34].
- Maisons et fermes anciennes des XVIIe, XVIIIe et XIXe siècles[35].
- Deux circuits de randonnée parcourent la commune, celui du Moulin à vent, vers Foucarmont, long de 9 km, et le Circuit de la Tour de Mailly vers Rétonval, long de 5 km.

La tour de Mailly et l'église Saint-Léger
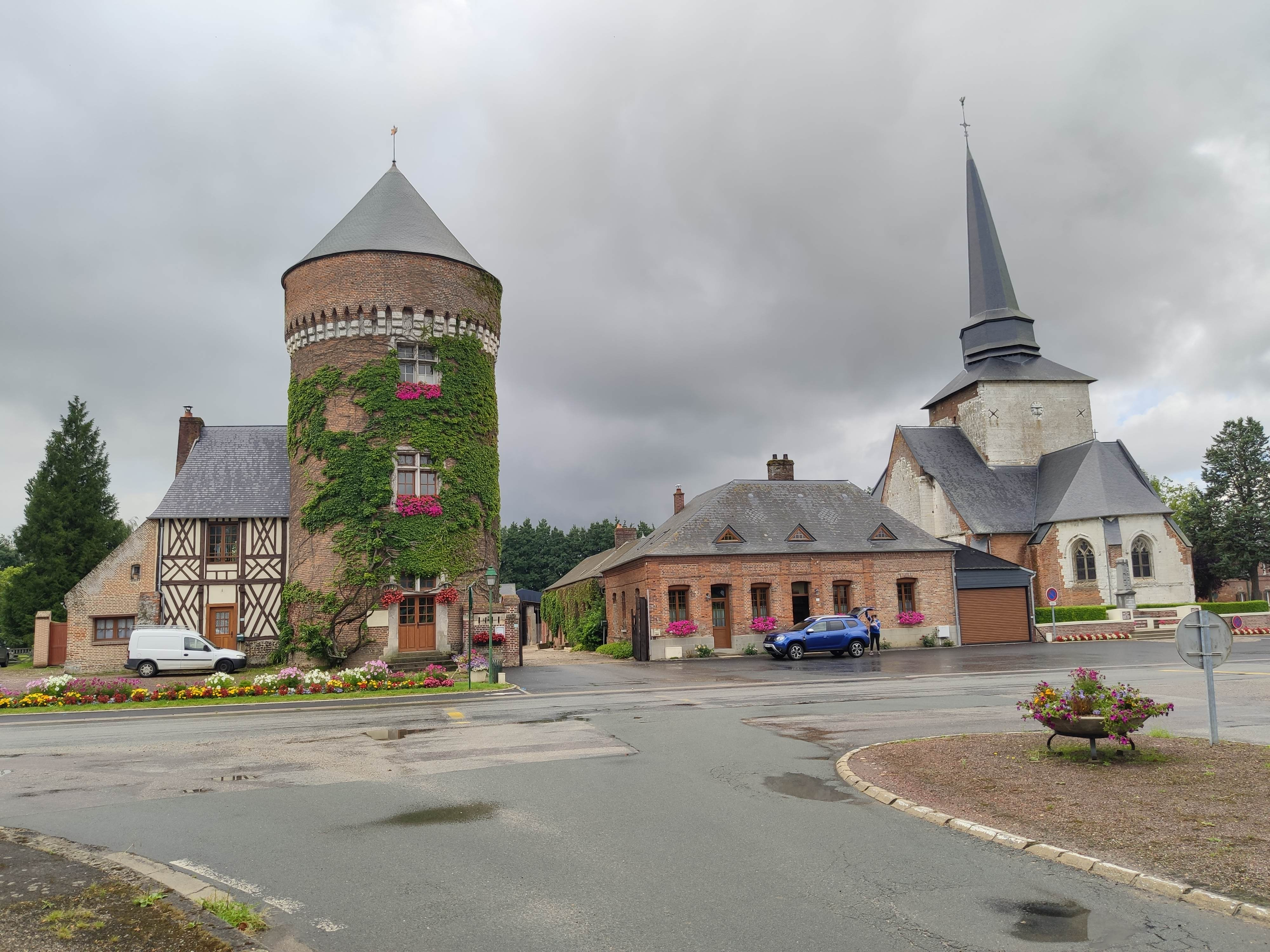
La tour de Mailly et l'église Saint-Léger.
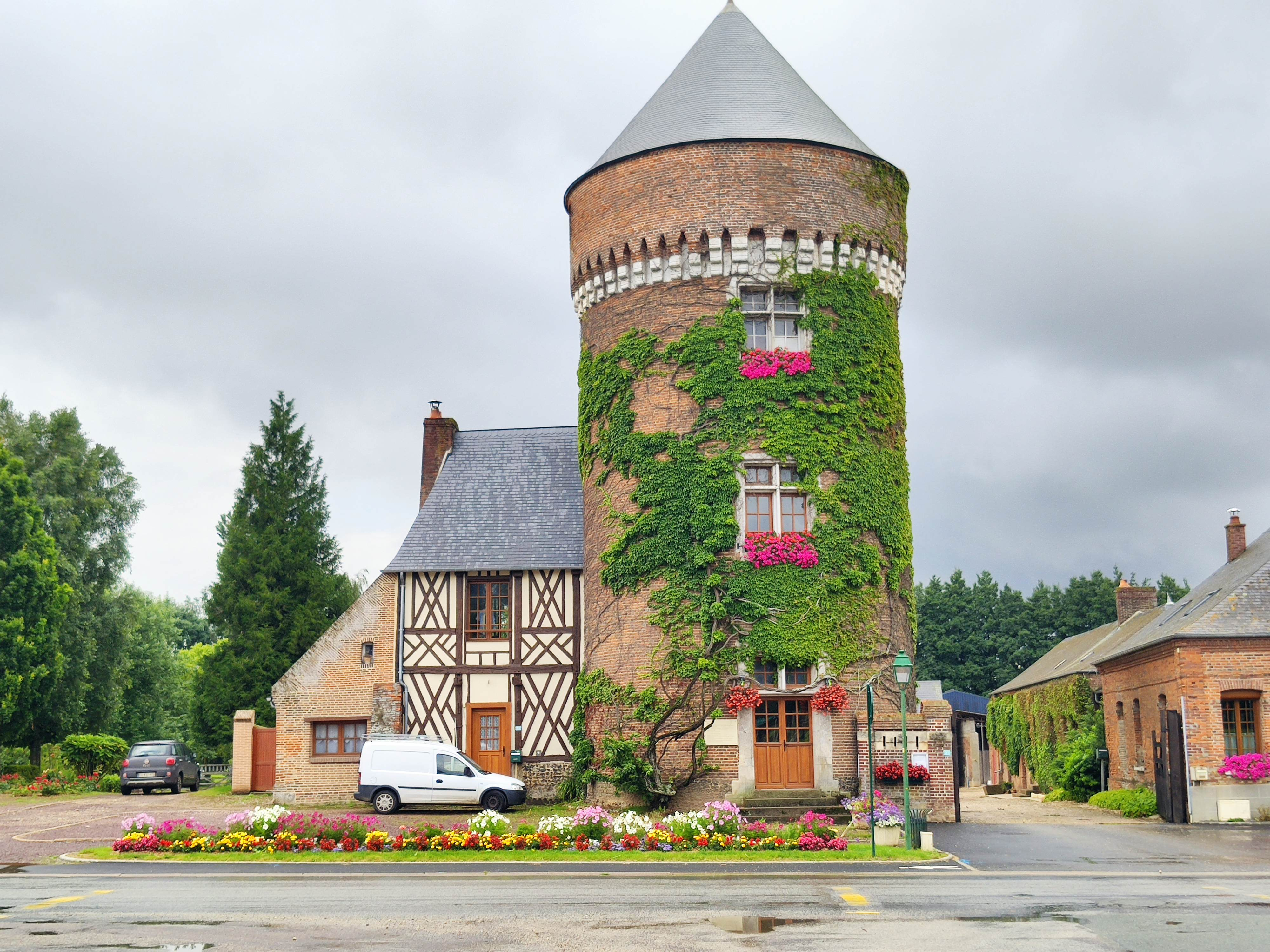
La tour de Mailly.
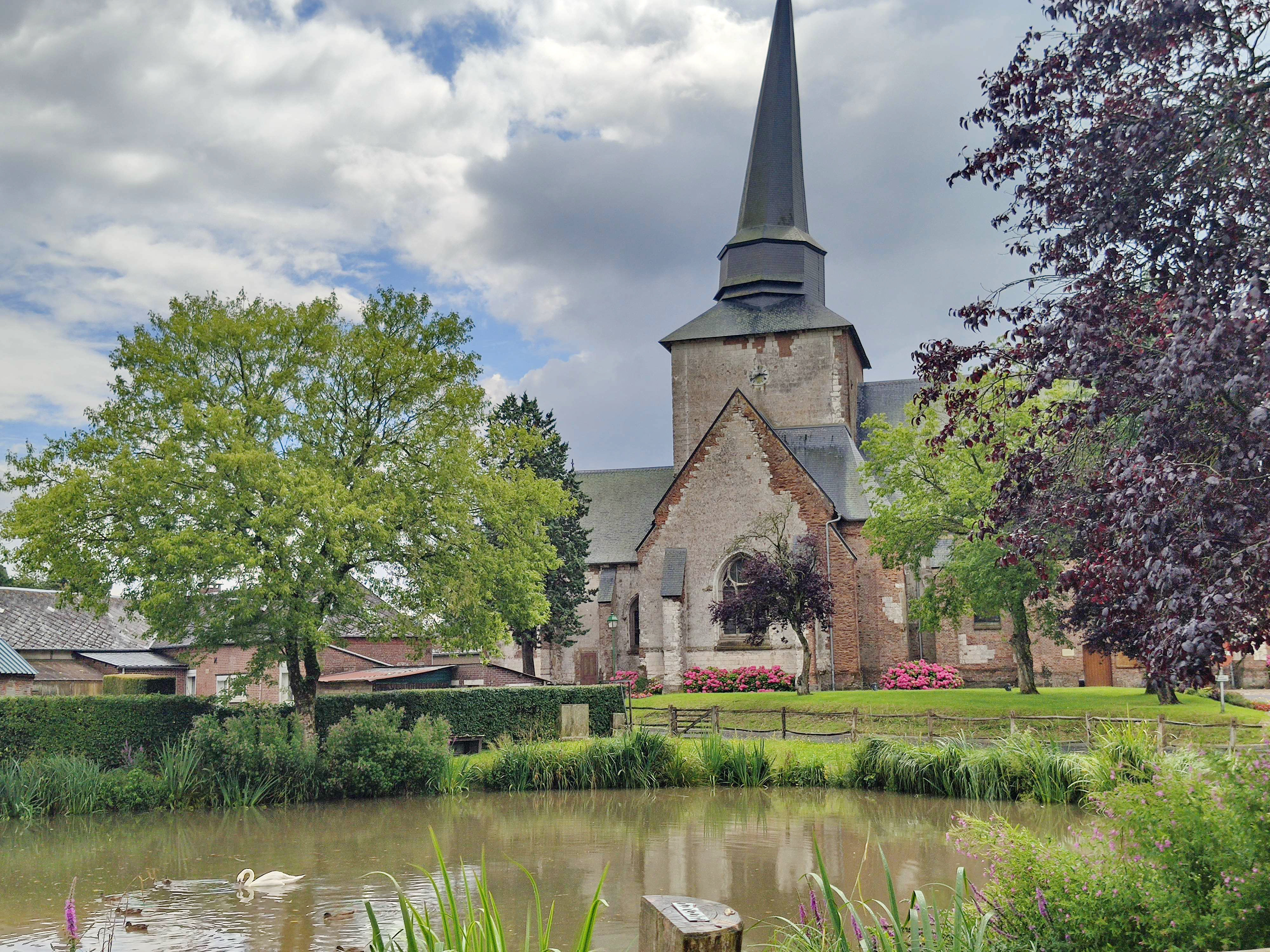
Façade de l'église.
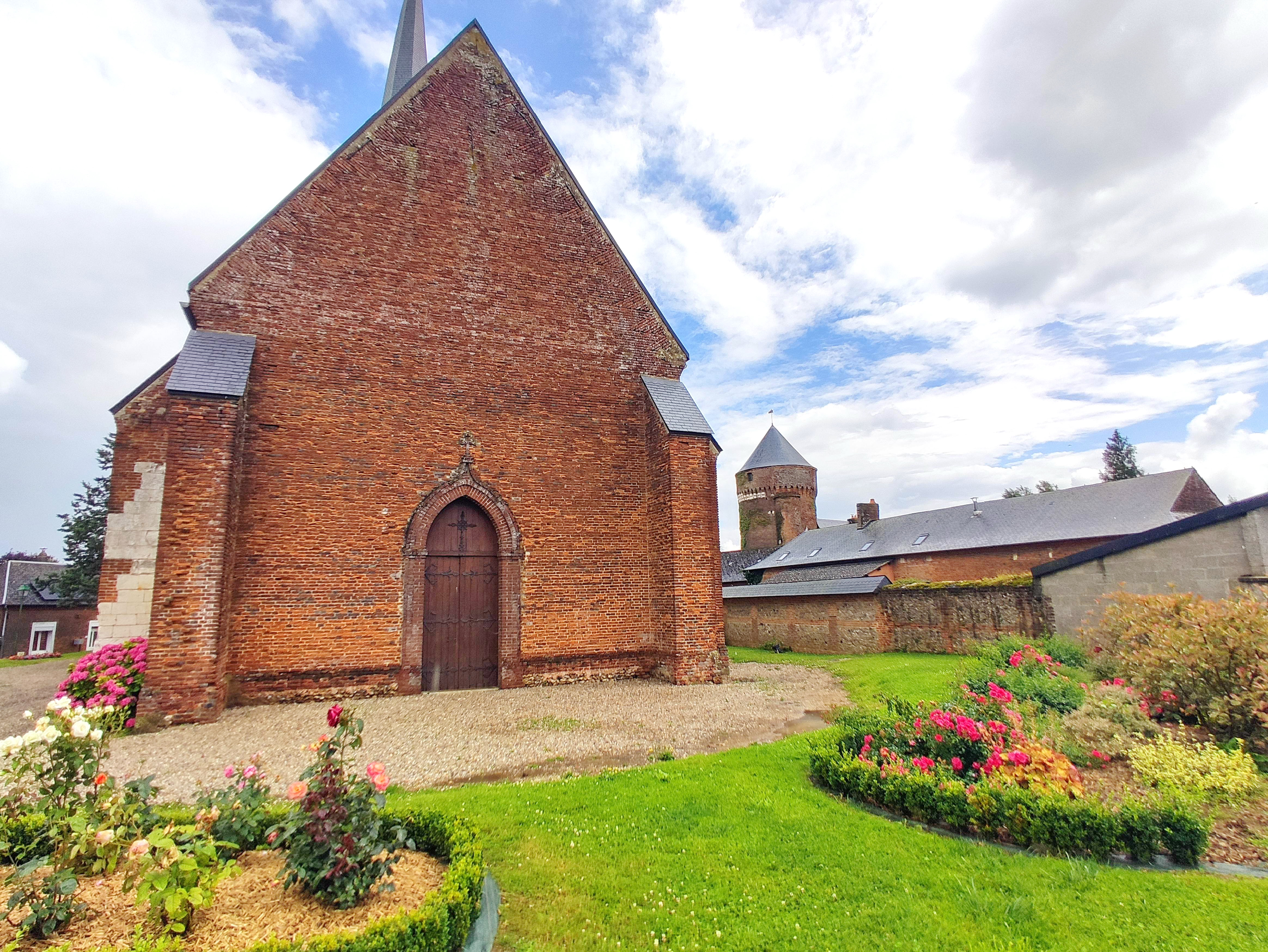
La mare et la façade de l'église.
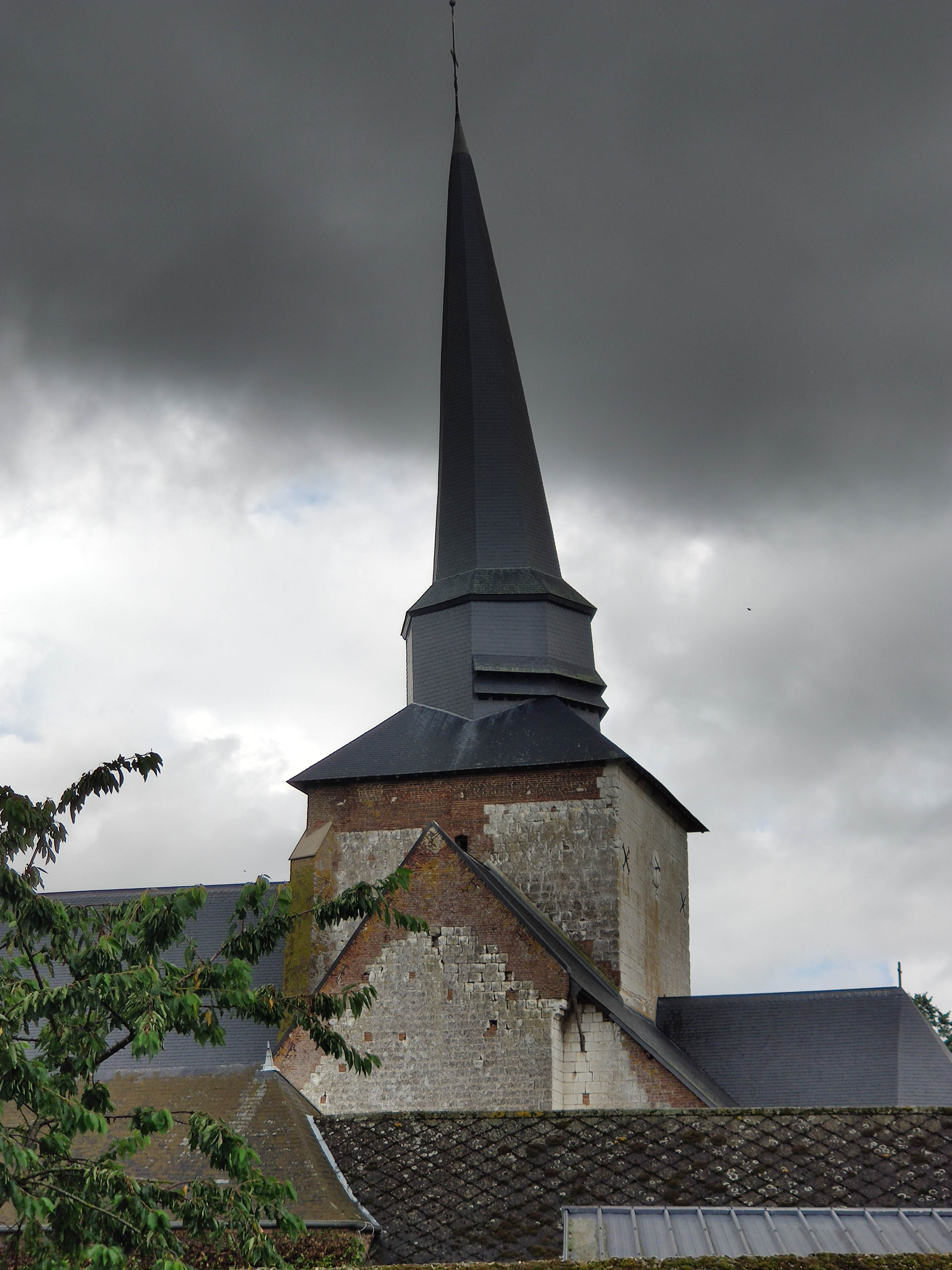
Le curieux clocher penché de l'église.

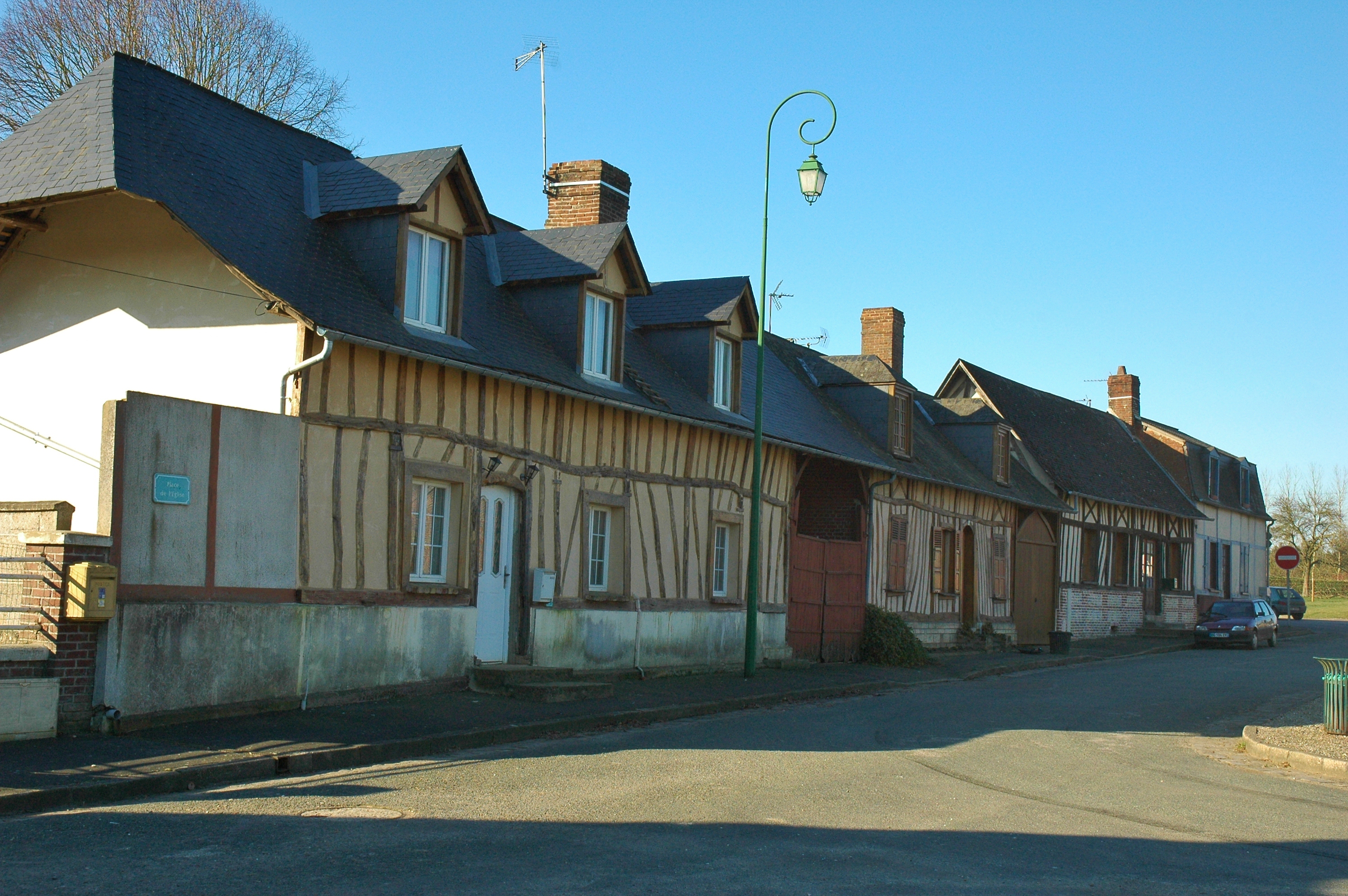
Rue du village.
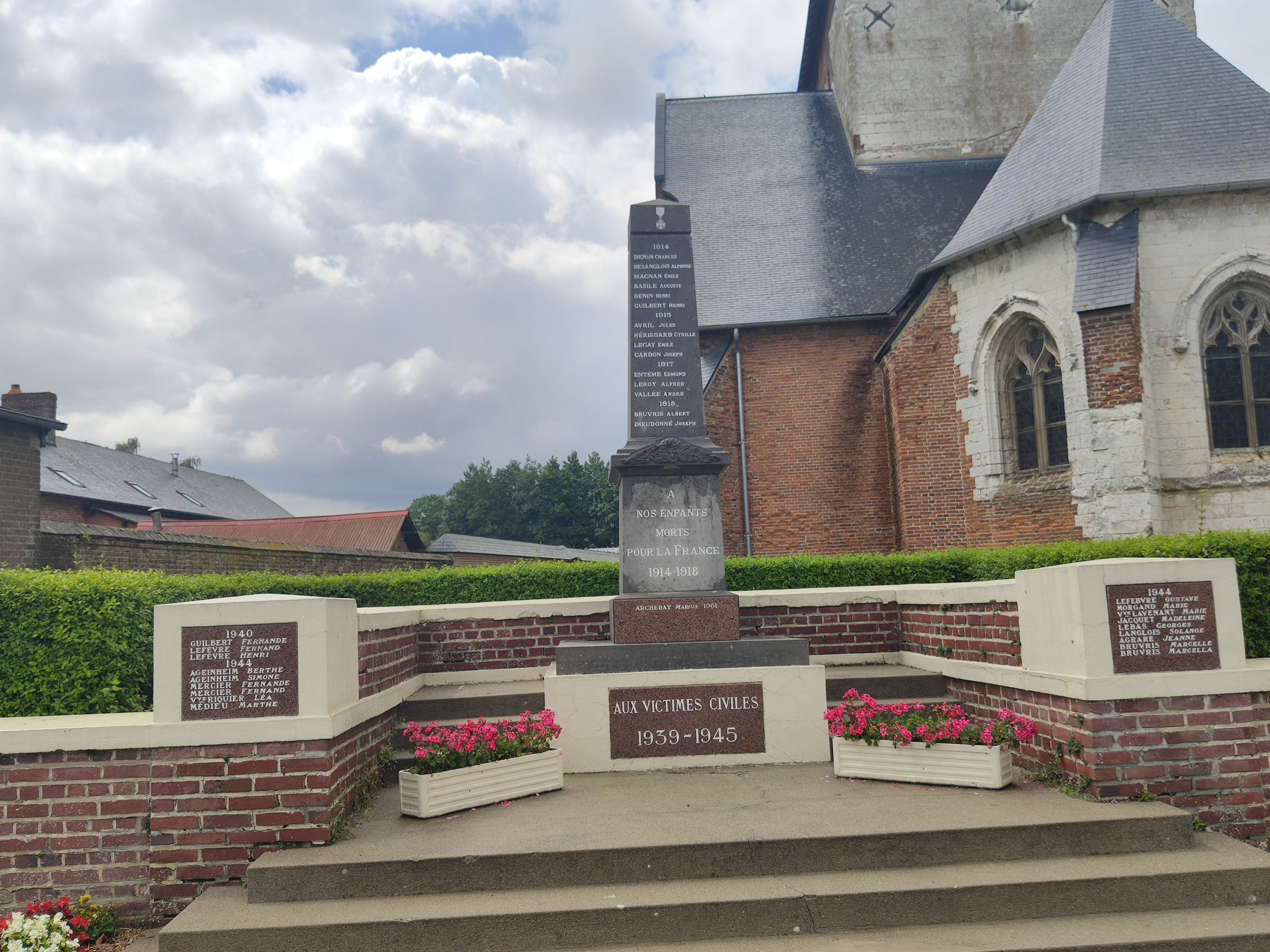
Le monument aux morts.
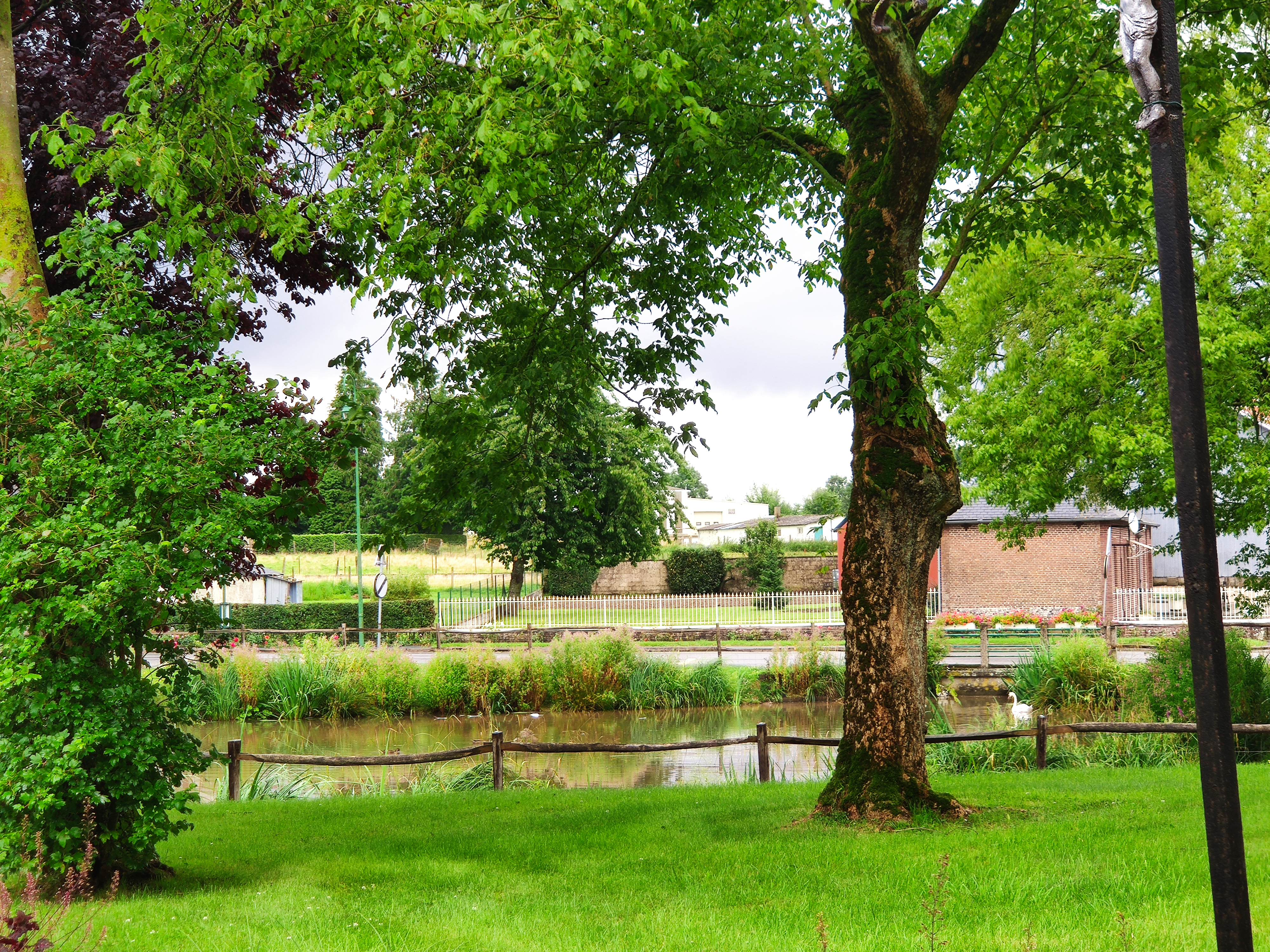
La mare.
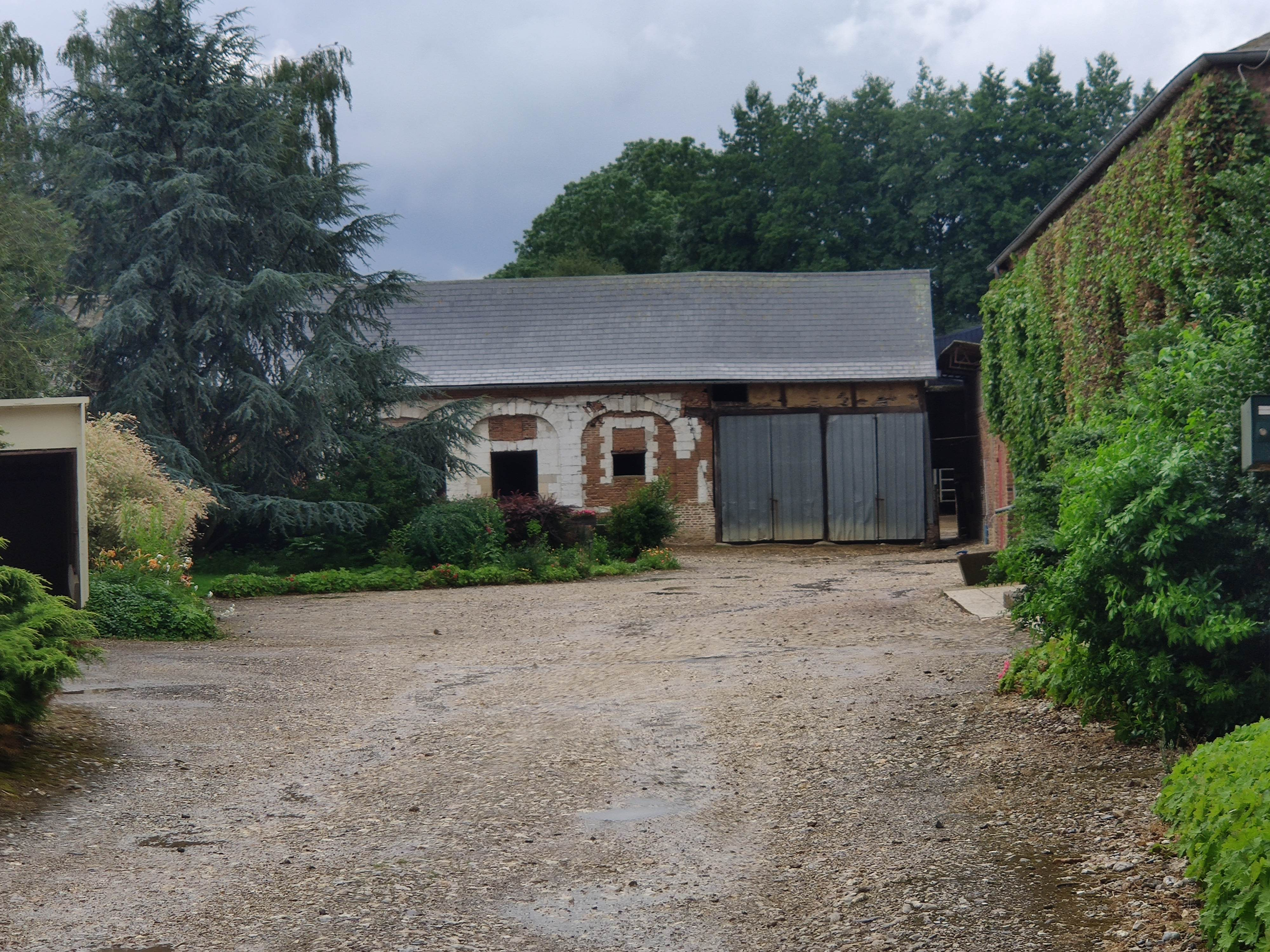
Une ferme.
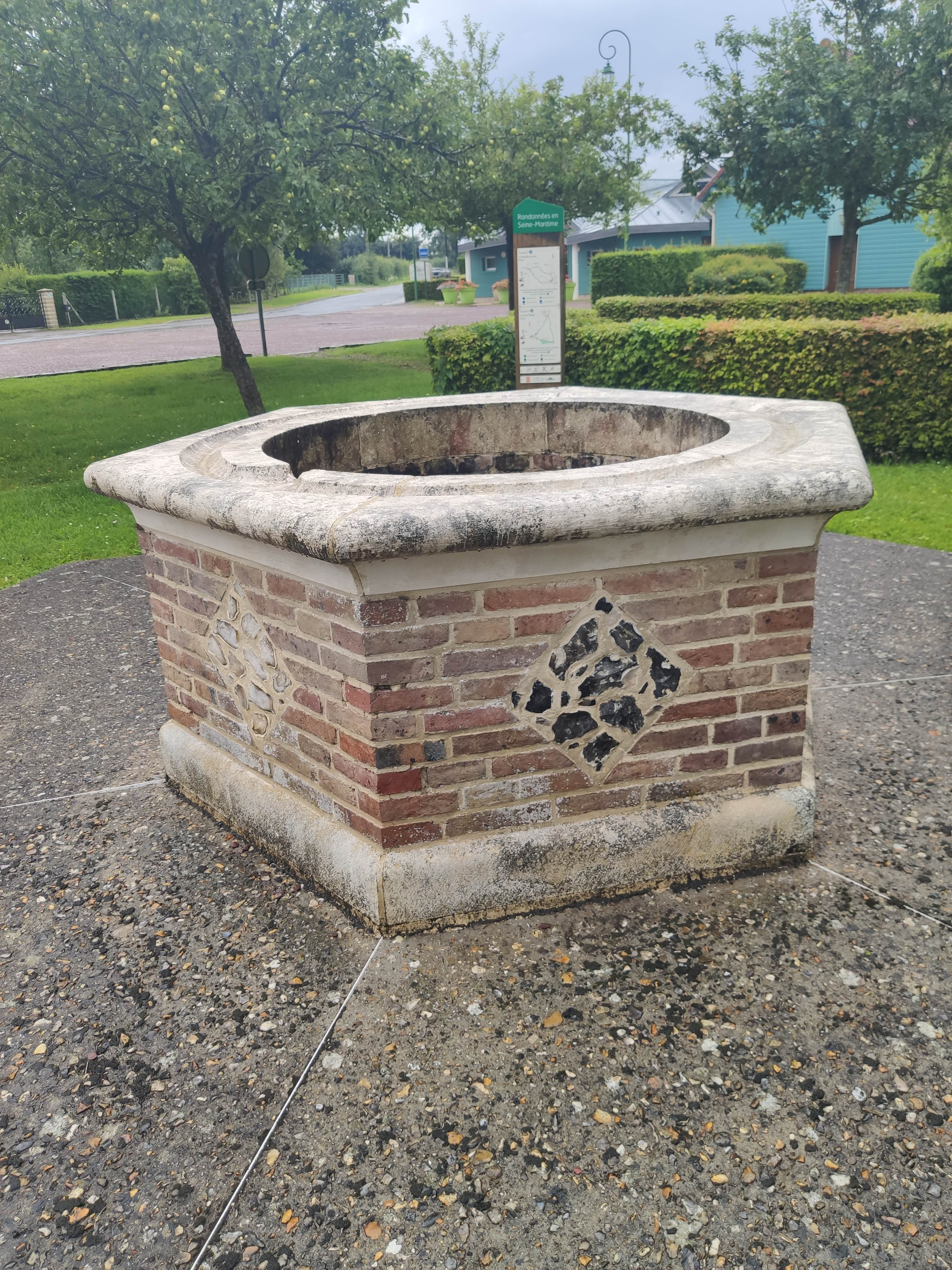
Le puits.

### Personnalités liées à la commune
Jérôme de Mailly, dernier seigneur de  Saint-Léger-aux-Bois ayant vécu au château seigneurial, mort en 1755 repose dans la chapelle du village.

## Pour approfondir